# Extramuros de Cáceres

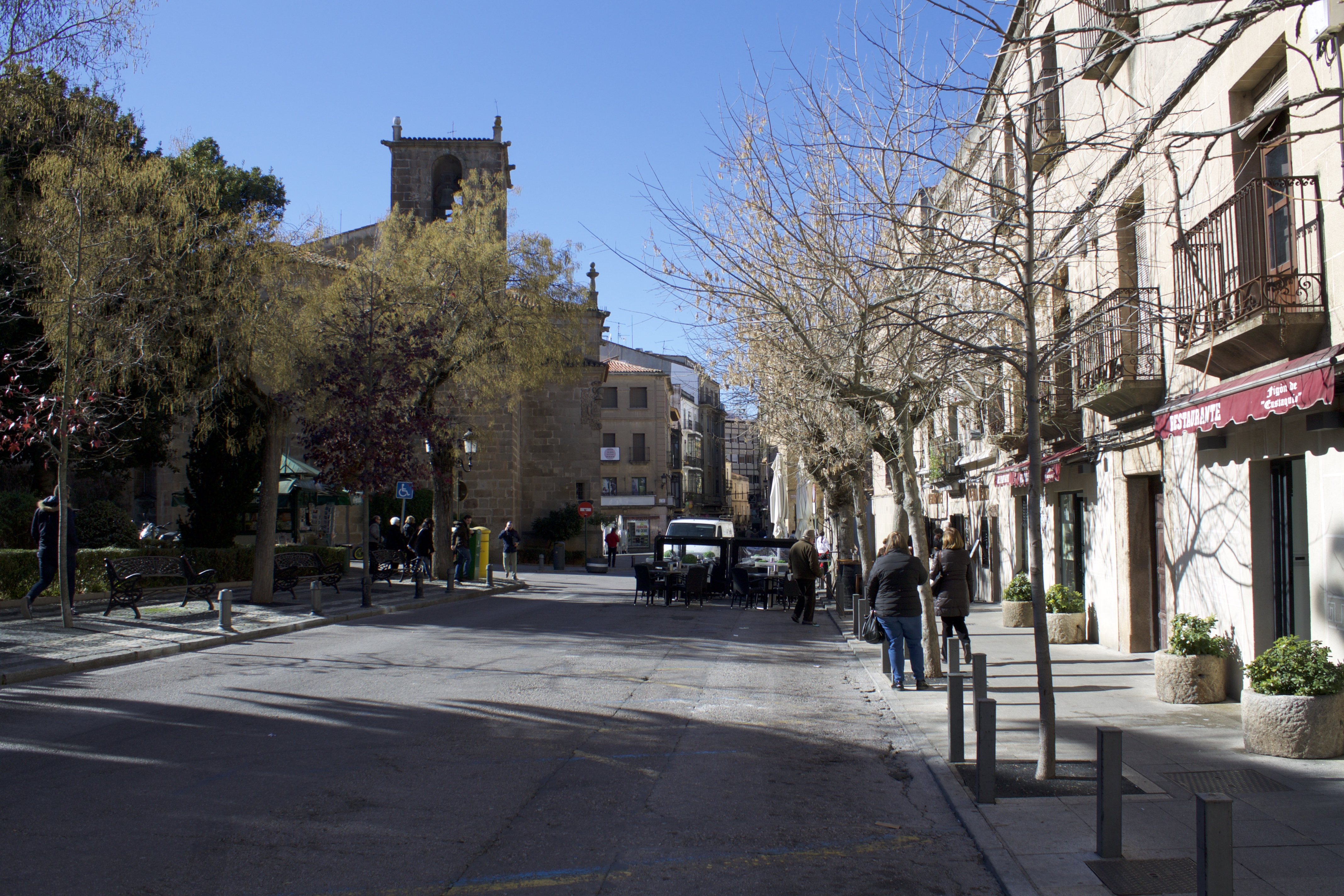
Plaza de San Juan, uno de los espacios públicos más conocidos de los Extramuros de Cáceres, con la iglesia de San Juan tras el jardín de la plaza.

El barrio histórico de los Extramuros de Cáceres es una división urbanística y cultural de la ciudad española de Cáceres. La zona está formada por la parte del casco antiguo de Cáceres situada fuera de la muralla de la ciudad, en contraposición con el barrio de Intramuros situado en el interior. Los Extramuros están delimitados exteriormente por los ensanches de la ciudad, excepto en su parte oriental, donde la ciudad no pudo extenderse por hallarse ahí el valle del arroyo del Marco. Desde la reforma territorial de 2008, los Extramuros no forman oficialmente un barrio, sino que se extienden por varios barrios del distrito Centro-Casco Antiguo.
Mientras que la Ciudad Monumental de Cáceres o barrio de Intramuros albergaba los grandes edificios de la nobleza y clero locales, en el barrio de Extramuros predomina la arquitectura vernácula de la burguesía y el pueblo llano. Debido a ello, el barrio de Extramuros queda fuera de la zona del casco antiguo declarada Patrimonio de la Humanidad, aunque desde 2016 la Unesco lo reconoce como una zona de protección paisajística en torno al barrio de Intramuros.

## Definición

### Definición histórica

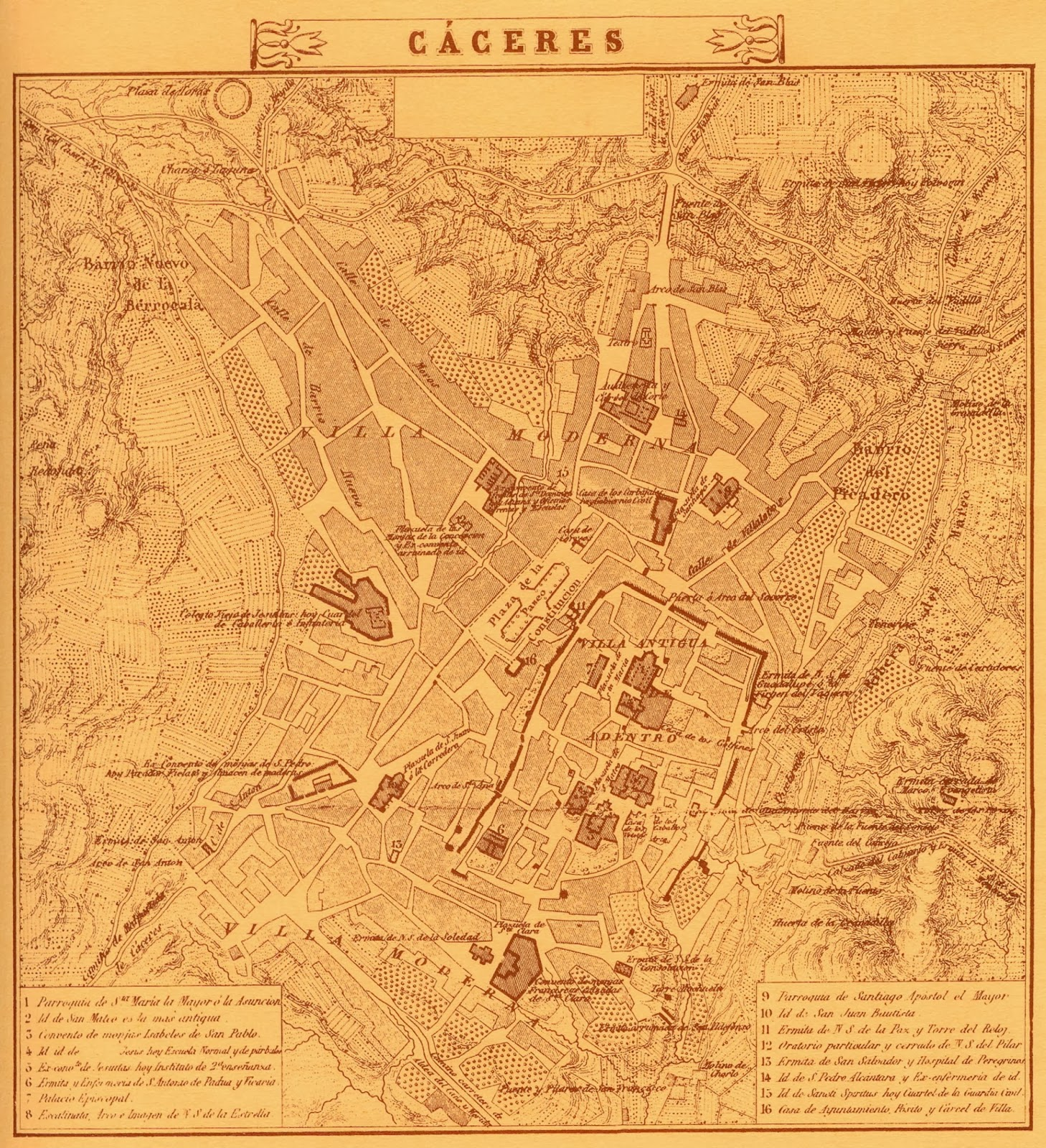
Plano de Francisco Coello de Portugal y Quesada en el que se muestra cómo era la villa de Cáceres a mediados del siglo XIX, antes de que se construyera el ensanche de la ciudad. La ciudad vieja de Cáceres se menciona como Villa Antigua Adentro y los Extramuros como Villa Moderna. Los Extramuros cubrían aproximadamente el espacio de los actuales barrios de Santiago, Margallo, Plaza Mayor, San Juan y Santa Clara.

En el Antiguo Régimen, la villa de Cáceres era una pequeña localidad que se dividía en dos barrios separados por su muralla: Intramuros y Extramuros; el primero era el barrio de la nobleza y el clero y el segundo era el barrio de los comerciantes y artesanos. Originalmente la villa solamente tenía construcciones dentro de la muralla por ser un lugar construido con fines defensivos, pero en los siglos XIV-XV comenzaron a construirse los Extramuros al desaparecer los principales peligros militares. La Plaza Mayor era el punto de encuentro de los dos barrios. En base a todo esto, se pueden definir los Extramuros como toda zona de la ciudad de Cáceres que, formando parte de su casco antiguo, se halla fuera de la muralla; sin embargo, para completar la definición hay que determinar el límite entre el casco antiguo y el ensanche, lo cual varía según las fuentes.
La organización territorial de la villa tenía un segundo nivel: por debajo de los dos barrios, había cuatro parroquias. Intramuros comprendía las parroquias de Santa María y San Mateo y Extramuros comprendía las parroquias de San Juan y Santiago. El diccionario de Madoz señala que las parroquias tenían funciones tanto espirituales (religiosas) como temporales (civiles). Las parroquias civiles eran una forma de organización heredada del antiguo reino de León que aún se conserva en áreas como Galicia, Asturias y Portugal, pero es rara de ver en Extremadura. La organización parroquial era problemática porque en Cáceres no tenía una base territorial sino personal, según se explica en el diccionario de Madoz:

Hay en esta villa 4 parroquias con absoluta independencia entre sí, en lo temporal y espiritual [...] la parroquialidad se adquiere por elección al tiempo de casarse, sin que los viudos ni sus hijos solteros mientras lo fuesen, puedan trasladarla, á no ser que hubiese alguna causa que se deducirá ante el tribunal eclesiástico. El forastero que muere se entierra en la parroquia de donde sea feligrés el vecino de la casa, y lo mismo los criados forasteros que siguen la parroquia del amo, a no ser que sean casados y tengan feligresía.

La compleja organización parroquial llevó a que en el siglo XIX el Ayuntamiento de Cáceres crease nuevas divisiones administrativas urbanas, eliminando la muralla como límite entre barrios. Por ejemplo, en 1891 se aprobaron unas ordenanzas que organizaban la ciudad en cuatro distritos, cada uno de ellos subdividido en tres cuarteles. En el ámbito religioso, la división tradicional parroquial subsistió hasta mediados del siglo XX, cuando la elevación de la parroquia de Santa María a concatedral y la formación de nuevos barrios llevaron al obispo Manuel Llopis Ivorra a reorganizar los límites parroquiales, quedando las parroquias de Extramuros delimitadas exteriormente por nuevas recién creadas, como San Blas al norte, San José al oeste y San Pedro de Alcántara al sur.

### Definición según la Unesco

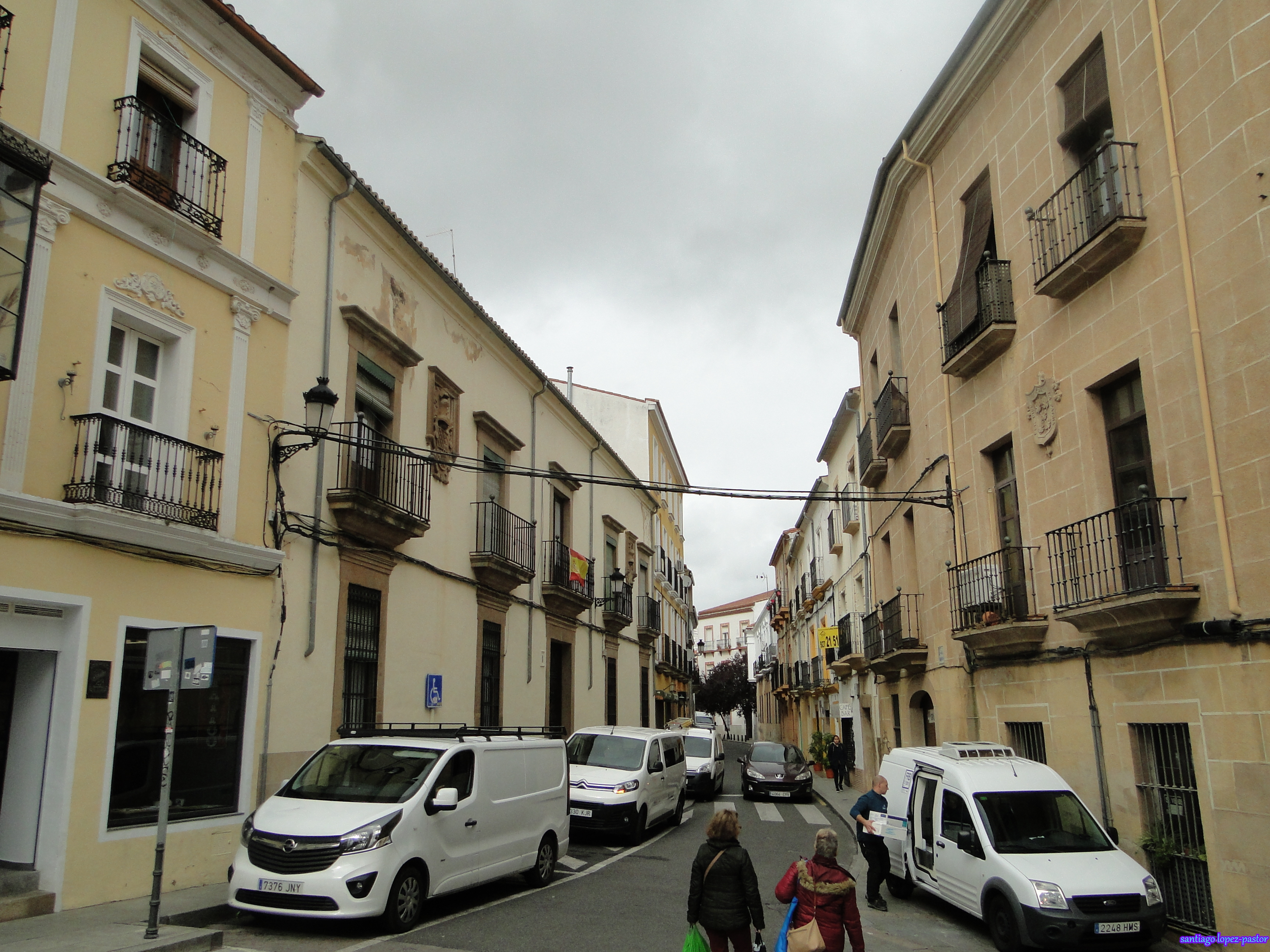
Inicio de la calle Barrionuevo desde la plaza de la Concepción

La desaparición del mapa de los barrios de Intramuros y Extramuros en el siglo XIX no pudo borrar cinco siglos de historia: la arquitectura señorial que había dentro de la muralla contrastaba con la arquitectura popular del exterior, y esta distinción histórico-artística tuvo gran relevancia cuando en el siglo XX se protegió el casco antiguo como Patrimonio de la Humanidad. En 1986, el barrio de Intramuros fue inscrito como Patrimonio de la Humanidad por la Unesco. Según los mapas oficiales de la Unesco, este estatus corresponde exclusivamente a la muralla y lo que hay dentro de ella, un espacio de 9 hectáreas.
En torno a los Intramuros, la Unesco define un área de 60,63 hectáreas con la expresión buffer zone of the World Heritage property, que aproximadamente viene a representar un área de protección histórica y paisajística que, si bien no es Patrimonio de la Humanidad en sí misma, merece un especial respeto por parte de las instituciones locales para proteger el conjunto monumental al que rodea. Esta área viene a coincidir con el entorno que tradicionalmente ocupaba el casco antiguo de Extramuros, aunque la Unesco no le da un nombre propio a la buffer zone. La protección por parte de la Unesco a los Extramuros data de 2016, cuando se tramitó como una "modificación menor" del acuerdo de 1986 a petición del Ayuntamiento de Cáceres.

### Reconocimiento institucional autóctono

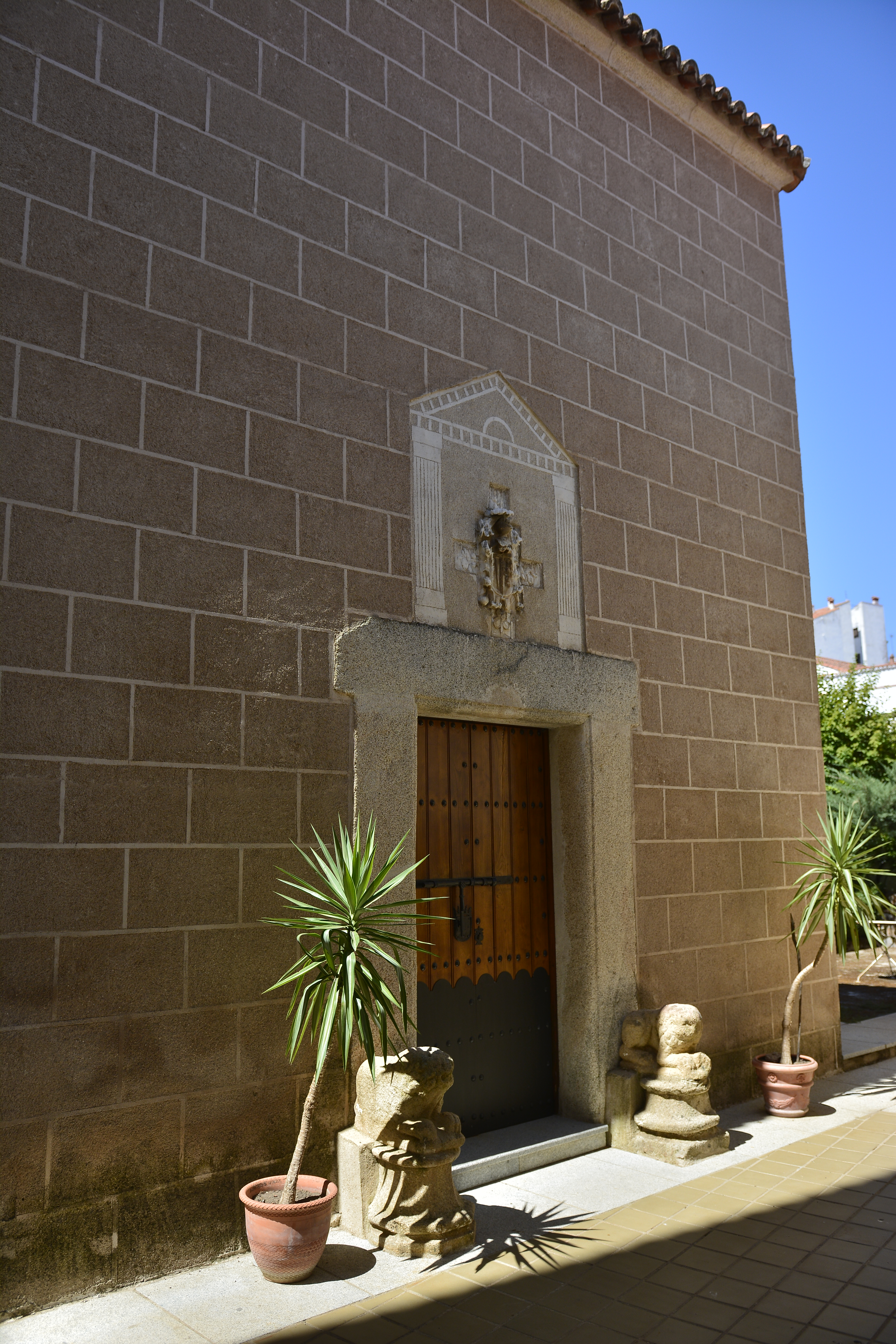
Ermita de la Excomunión en el patio del palacio de Abrantes, uno de los edificios protegidos en 1949.

La distinción histórica y arquitectónica entre las dos áreas cacereñas también se ha hecho notar en la protección patrimonial que se da al casco antiguo de Cáceres por parte de la Administración General del Estado, la Junta de Extremadura y el Ayuntamiento de Cáceres. Así, cuando en 1949 se protegió como conjunto monumental (Bien de Interés Cultural) a la totalidad del barrio de Intramuros (con su muralla ya protegida desde 1930), solamente algunos edificios concretos de los Extramuros fueron añadidos a ese conjunto histórico. El decreto estatal de 1949 lo definía así:

[...]Se declara Conjunto Monumental en la ciudad de Cáceres el constituido por los edificios hlstórico-artisticos existentes dentro de la vieja muralla, el formado por las construcciones de la Plaza Mayor, y, además, el Palacio de Abrantes, la Casa de los Trucos, la Casa de la Isla, la Casa de la Roca, Colegio Viejo de San Pedro, la Iglesia de Santiago, la Iglesia y Convento de San Francisco, la Ermita del Espíritu Santo y el Santuario de Nuestra Señora de la Montaña [...]
DECRETO de 21 de enero de 1949 por el que se declara Conjunto Monumental el que se indica de la ciudad de Cáceres

Más tarde, la Junta de Extremadura amplió el estatus de Bien de Interés Cultural al Oratorio-Enfermería de San Pedro de Alcántara en 1990 y a la plaza de toros de la Era de los Mártires y al palacio de Camarena en 1992. Asimismo, entre 1982 y 1991 fueron candidatos al mismo estatus, sin llegar a aprobarse, la iglesia de San Juan, la ermita del Vaquero y los conventos de Santo Domingo y Santa Clara. Todo esto mantuvo la idea de que en los Extramuros solamente eran objeto de total protección los edificios singulares, frente a la generalidad que se daba a los Intramuros desde 1949. Sin embargo, el Ayuntamiento de Cáceres, como consecuencia de la declaración de los Intramuros como Patrimonio de la Humanidad, aprobó en 1990 un "plan especial" (es decir, un documento adicional al planeamiento urbanístico municipal) que protegía de forma singular a nivel urbanístico todo el casco antiguo cacereño; los límites geográficos de este plan especial fueron la base para la "modificación menor" de la Unesco de 2016.

## Estructura

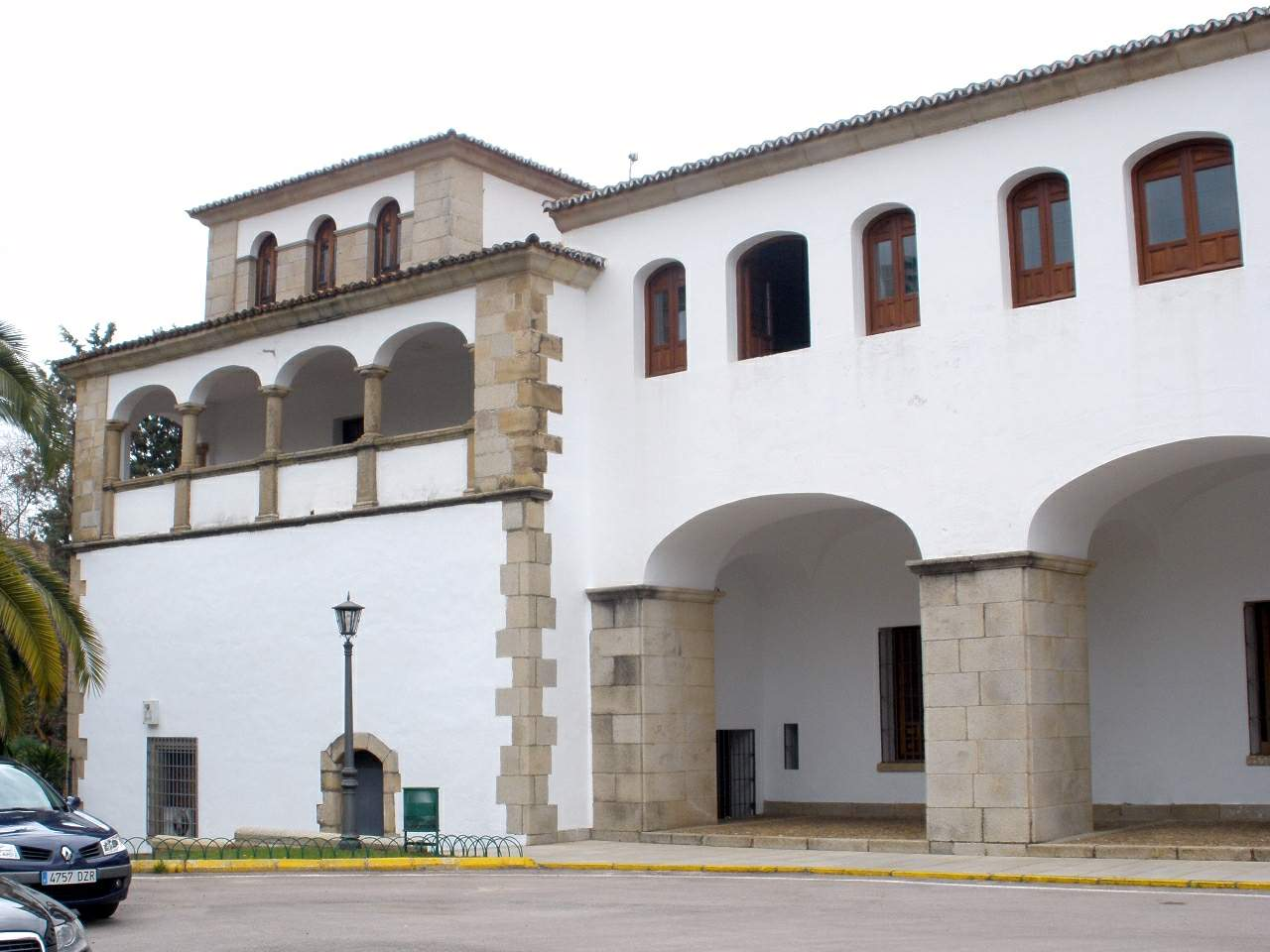
El monasterio de San Francisco el Real se ubica en el extremo meridional de los Extramuros, según la definición oficial de la Unesco, aunque en su origen se ubicaba fuera de la villa.

Aunque queda claro que el límite interior de los Extramuros lo forma la muralla, el límite exterior varía según dónde entiendan las fuentes que termina el casco antiguo y empieza el ensanche de la ciudad. Si se atiende a los límites establecidos en 2016 por la Unesco para la buffer zone y se comparan con los barrios del distrito Centro-Casco Antiguo definidos en 2008 por el Ayuntamiento de Cáceres, podría dedirse que los Extramuros abarcan la totalidad o casi totalidad de los barrios de Margallo, San Juan, Santa Clara y Santiago, junto con la parte más antigua de los de San Blas, San Justo, Cánovas, Virgen de la Montaña, Hernández Pacheco y San Francisco. Forma parte también del barrio toda el área de la Ribera del Marco, espacio natural formado en el curso medio del arroyo del Marco al este de la Ciudad Monumental. Al tratarse de una definición de inspiración urbanística, quedan fuera de estos límites importantes edificios que hoy son Bien de Interés Cultural, por haberse construido en su época fuera de los límites urbanos, como la plaza de toros, la iglesia del Espíritu Santo y el santuario de la Montaña.
El presente texto es un resumen general que clasifica a los Extramuros en sus dos parroquias históricas anteriormente explicadas, que fueron su subdivisión territorial hasta el siglo XIX: Santiago y San Juan. Tal y como se explicó anteriormente, la Plaza Mayor era un punto de encuentro entre los Intramuros y los Extramuros; la definición actual de la Unesco la incluye en los Extramuros, pero posee el mismo estatus de Bien de Interés Cultural que la muralla y su interior.

### Plaza Mayor

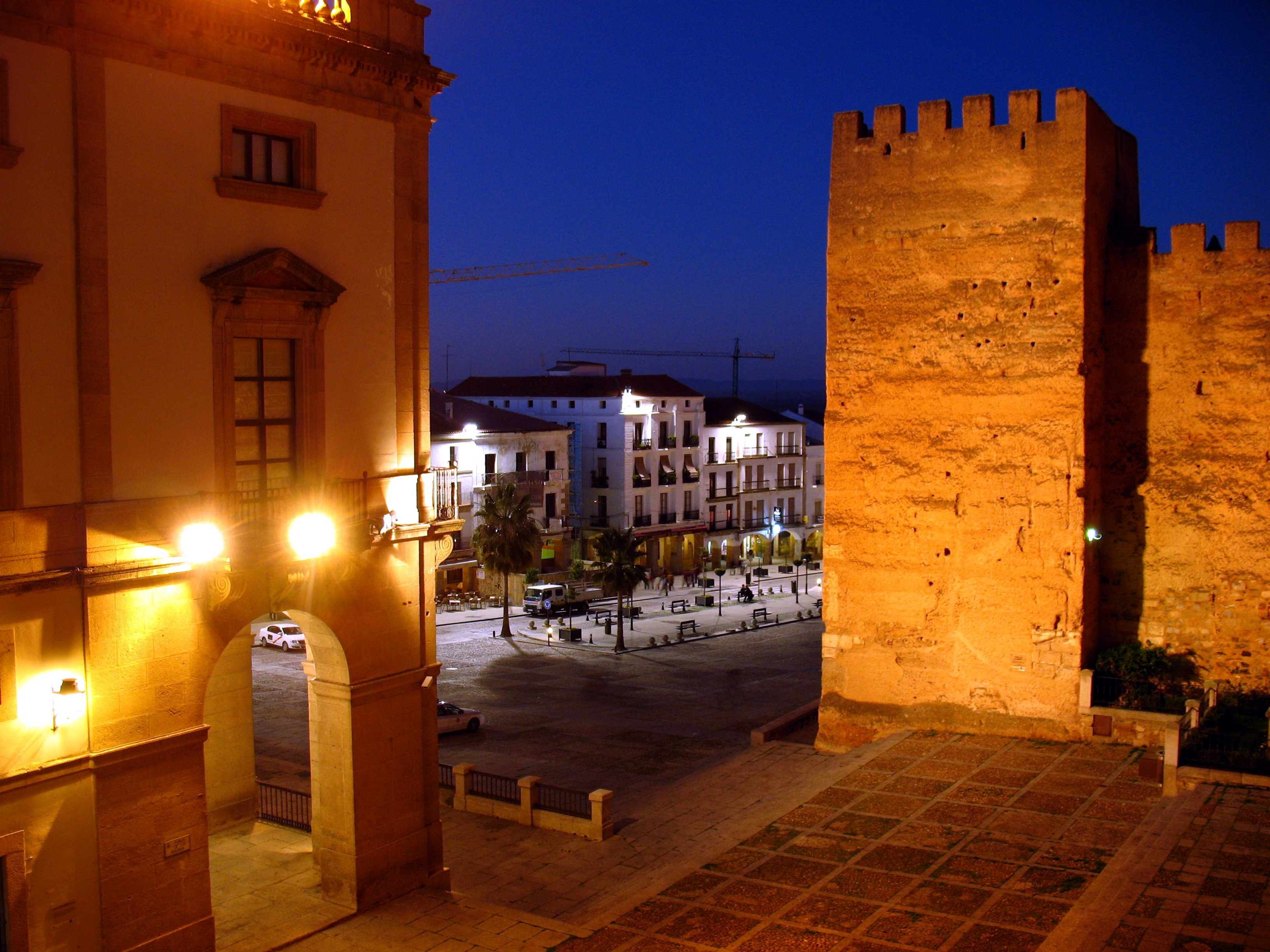
Vista nocturna de la Plaza Mayor, con parte del foro de los Balbos en primer plano, uno de los laterales de la casa consistorial a la izquierda y parte de la muralla a la derecha.

La Plaza Mayor se constituye como el centro del casco histórico y puerta de entrada a la Ciudad Monumental. Surgió como un amplio espacio para los mercados, fuera de las murallas. Se encuentra dominada en su lado este por un frontal formado por la torre de Bujaco, la ermita de la Paz y el arco de la Estrella, pudiéndose ver también la torre de los Púlpitos y la torre de la Hierba. Al sur se encuentra la casa consistorial, construida a finales del siglo XIX. El resto de la Plaza Mayor se encuentra formado por soportales que tienen su origen en el siglo XVI, si bien los edificios construidos sobre los mismos son de épocas muy diversas.
Los portales alojaron a distintos gremios, como es el caso del Portal del Pan, el Portal de los Plateros, el Portal de los Escribanos, el Portal de los Boticarios y el Portal de los Relojeros, entre otros. El resto de gremios de la ciudad se asentaron en calles cercanas a la Plaza Mayor, como la conocida y comercial calle Pintores y otras como las calles Paneras, Hornos, Hornillos, Zapatería, Caleros, Tenerías, Rivera de Curtidores, Caldereros y Tiendas.

### Área histórica de la parroquia de Santiago

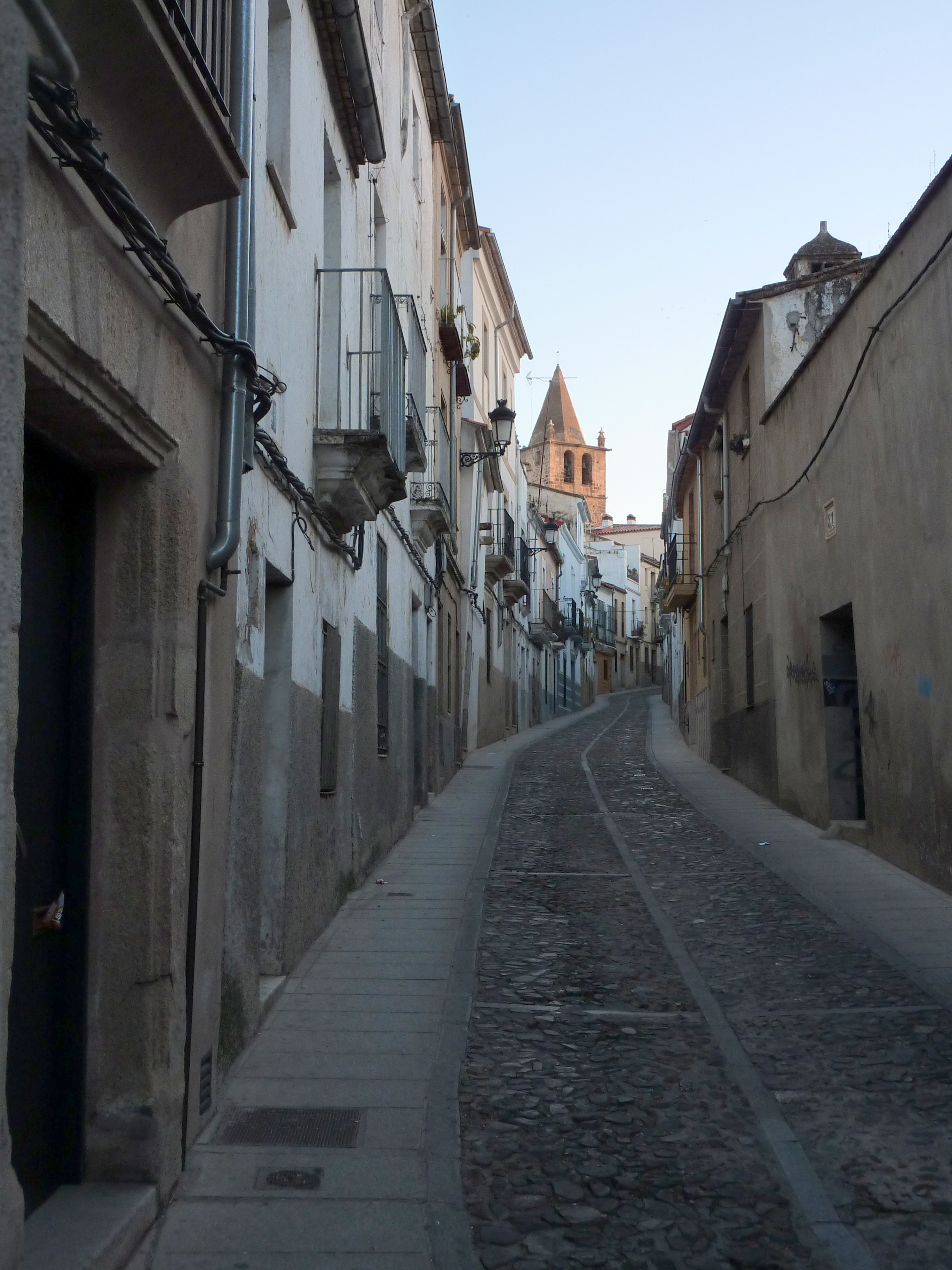
Calle Sande con la torre de la iglesia de Santiago al fondo

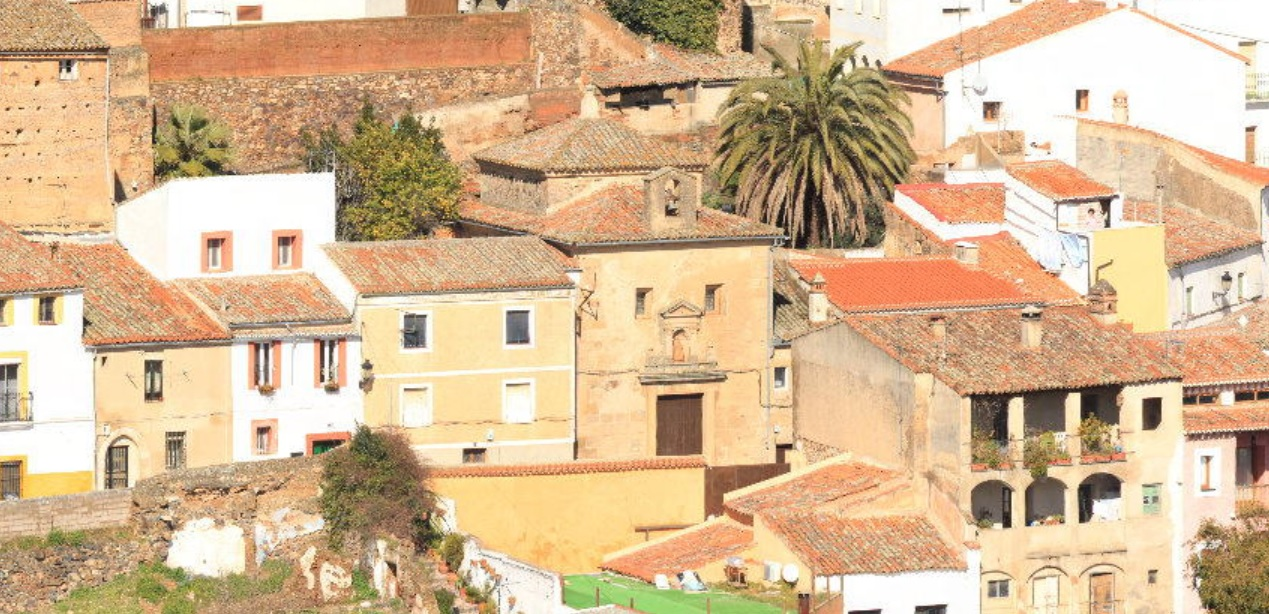
Ermita del Vaquero y sus alrededores, vistos desde la sierra de la Mosca

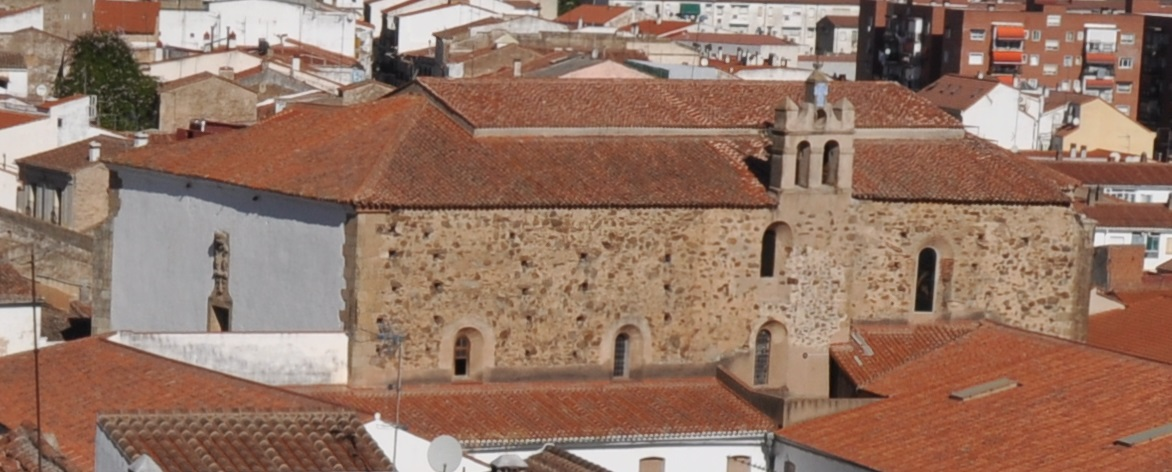
Iglesia del convento de Santo Domingo vista desde la torre de Bujaco

La plaza de Santiago se encuentra presidida por la iglesia de Santiago de los Caballeros y el palacio de Francisco de Godoy. Desde esta plaza es posible acceder a las conocidas calles gremiales de Caleros, Tenerías y Ribera de Curtidores, que conservan su aspecto popular, asentadas en los márgenes del arroyo del Marco, el arroyo del cual se nutría la antigua villa. En el cruce de estas tres calles se encuentra cercana la ermita del Vaquero, construida, según la tradición, sobre la casa del pastor Gil Cordero, que fue quien descubrió la talla de la Virgen de Guadalupe (patrona de Extremadura). También es posible ver los restos de la torre de Caleros.
Si se vuelve a la plaza de Santiago y se toma la calle Godoy es posible llegar a la plaza del Socorro, donde se encuentra la puerta de Coria o arco del Socorro y la torre de Coria o del Pobre. Aquí se encuentran, en un pequeño jardín, algunos de los restos de la muralla romana de la ciudad. También desde esta plaza se pueden observan la torre del Rey y el arco de España, actualmente integrados en una casa. En lugar de pasar desde la calle Godoy a la plaza del Socorro, se puede tomar la calle Zapatería (otra antigua calle gremial), para llegar a la plaza del Duque, denominada así por el palacio del Duque de Abrantes. Desde aquí es posible ver el Cine Capitol, en estilo italiano, edificado sobre el antiguo hospital de Sancti Spiritus.
Si se desciende por la calle Muñoz Chaves se llega a la plaza de la Audiencia, donde se encuentra la Real Audiencia de Extremadura, mandada constituir por Carlos IV en 1790, sobre el antiguo hospital de la Piedad. La llegada de la Audiencia a Cáceres en el siglo XVIII supuso la entrada de un gran número de funcionarios del Estado y abogados, que edificaron sus grandes casas en esta zona. Entre esas casas de los siglos XVIII y XIX se puede destacar el palacio de los Condes de Santa Olalla y la casa de la Culebra. Cerrando la plaza de la Audiencia en el lado opuesto a la Real Audiencia se encuentra el Oratorio-Enfermería de San Pedro de Alcántara, de estilo barroco, actualmente formando parte del convento de la Obra del Amor. Desde esta plaza, descendiendo por la calle Peñas, o desde la plaza de Santiago, descendiendo por la calle Sande, ya que ambas terminan en un mismo punto, se llega a la ermita de San Blas, actual parroquia ya no dependiente de la iglesia de Santiago y sede de una de las romerías más conocidas de la ciudad. A unos metros se alza la ermita de Santo Vito.
Bastante cerca de la Plaza Mayor se encuentra el convento de Santo Domingo. Si desde la plaza de Santo Domingo se avanza hacia la plaza de la Concepción (construida en el lugar donde se ubicaba el convento de la Concepción), se pueden observar dos edificios en esta plaza situados en la unión de la misma con la calle General Ezponda. Se trata del palacio de Galarza y del palacio del Marqués de Camarena. Finalmente, si se sigue avanzando hacia el sur por esta plaza se aprecia el palacio de la Isla, que fue construido sobre la ermita de la Cruz, y esta a su vez sobre la sinagoga de la Judería Nueva. Toda esta zona, entre la Plaza Mayor y la plaza de la Concepción, que contiene las calles Paneras, Cruz y Ríos Verdes, conformó la Judería Nueva, cuya sinagoga se encontraba en lo que actualmente es la capilla del Palacio de la Isla.
Desde toda esta zona céntrica, salen calles como Barrionuevo (desde la plaza de la Concepción) o Margallo (desde la calle Sancti Spiritus), que representan el primer intento de ensanchar la antigua villa. Se trata de calles largas, con casas de finales del siglo XIX y XX. Estas dos calles confluyen en la actual plaza de Argel, donde se encuentran la plaza de toros de la Era de los Mártires, del año 1846, y el cuartel Infanta Isabel. Detrás de ellos está el paseo Alto, uno de los primeros espacios verdes de la ciudad, donde se sitúa actualmente la ermita de los Santos Mártires y antiguamente el rollo jurisdiccional de la villa; tras el paseo se conservan los restos del nevero de la antigua villa.

### Área histórica de la parroquia de San Juan

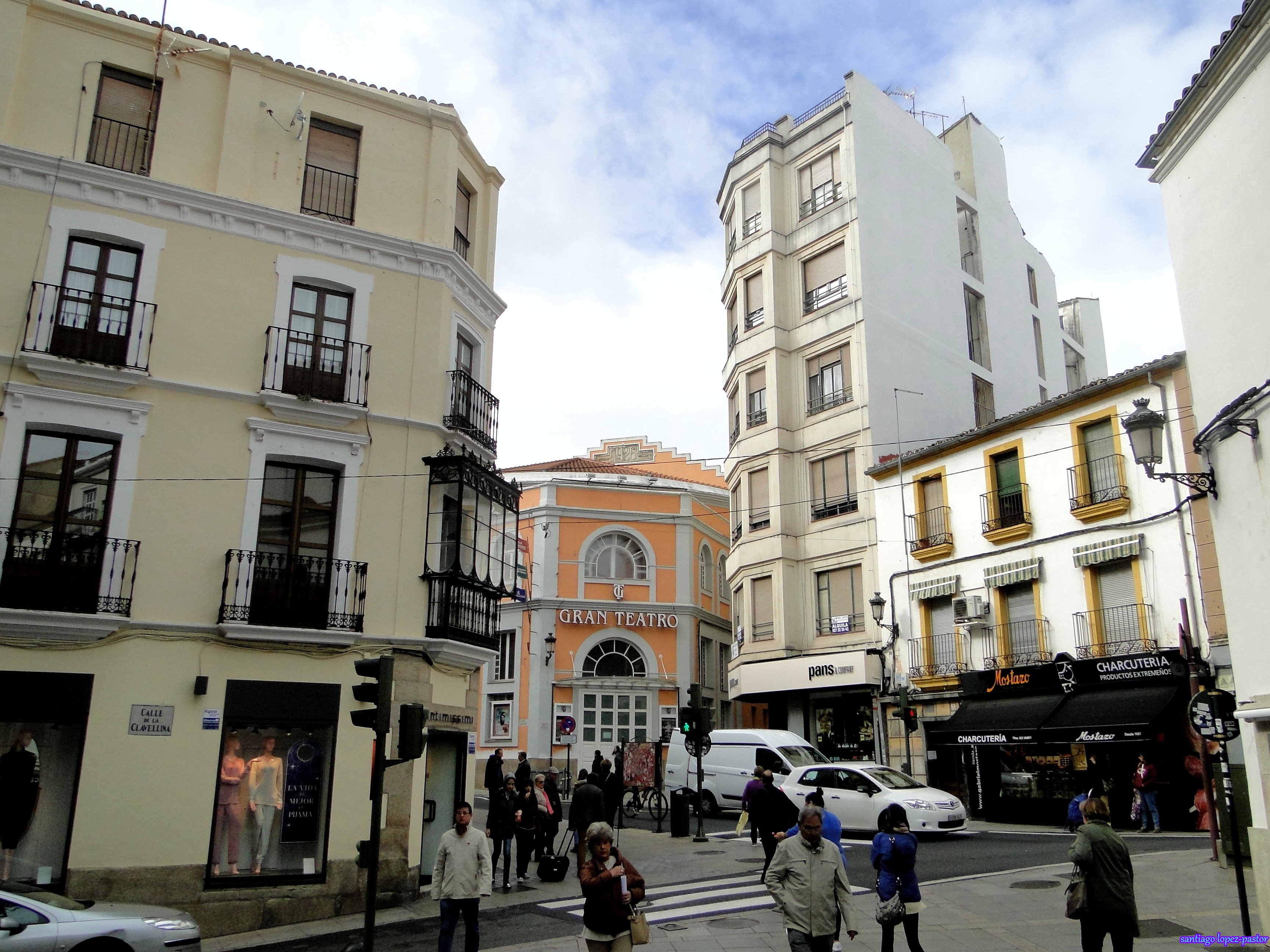
Entorno del Gran Teatro

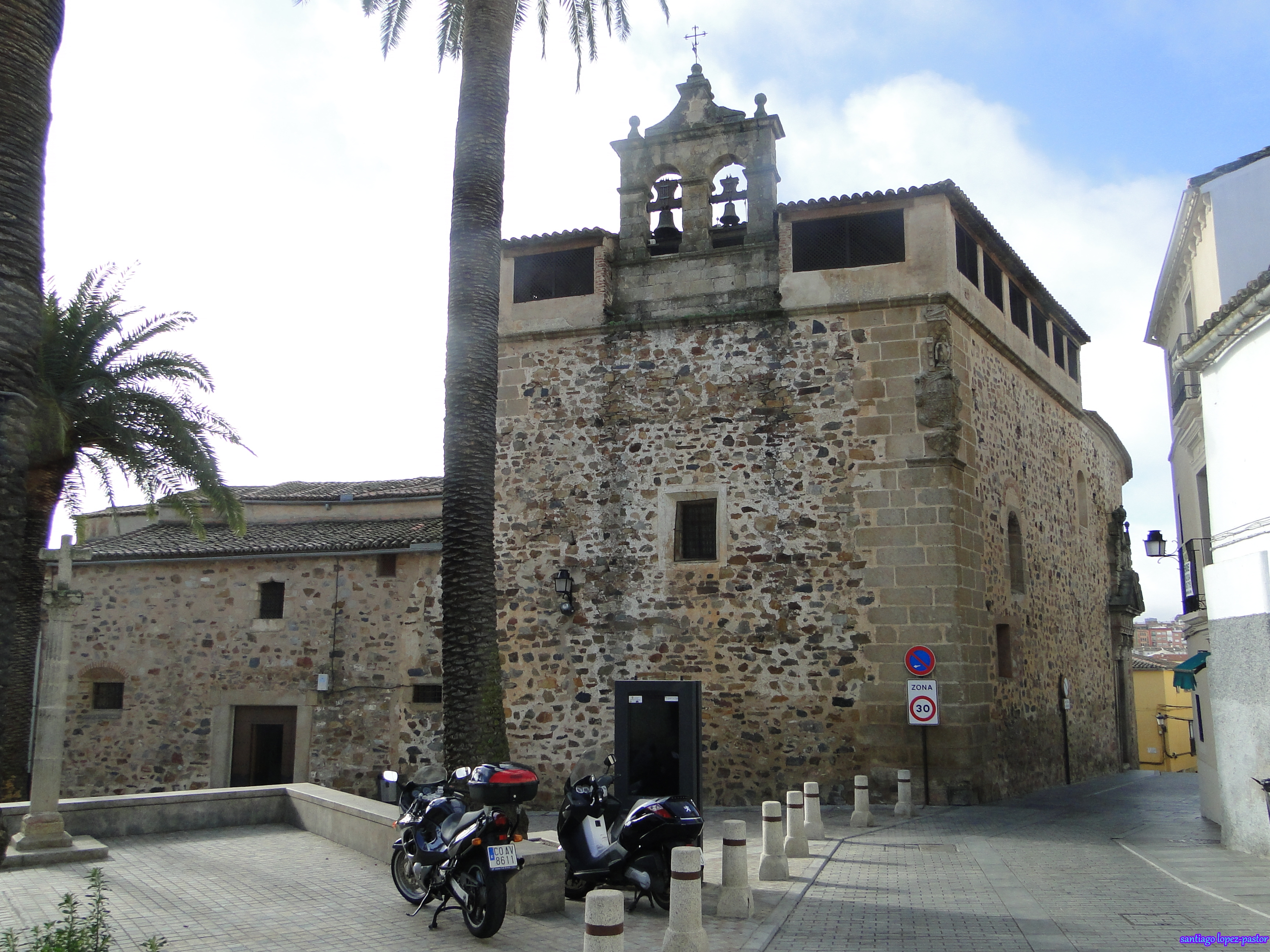
El convento de Santa Clara visto desde el hueco de la puerta de Mérida.

La plaza de San Juan está centrada por la iglesia de San Juan Bautista o iglesia de San Juan de los Ovejeros. Alrededor del jardín central de la plaza y de la iglesia se sitúan diversos palacios y casas nobles. Se trata del palacio de Ovando-Saavedra, el palacio del Marqués de Oquendo, la casa de Ovando Espaderos y el palacio del Marqués de Monroy (sede de la Cámara de Comercio). También se encuentran frente a la iglesia de San Juan los restos del antiguo convento de San Pedro, del que permanece una torre en esquina.
Las calles Pintores, Moret, San Juan, Roso de Luna, San Pedro y San Antón constituyen y son de hecho las calles comerciales de la ciudad. Al final de la calle San Pedro se observa el edificio del Gran Teatro, construido en la segunda década del siglo XX. Las calles Sergio Sánchez, Donoso Cortés y Pizarro, en las traseras de San Juan, también forman parte de esta zona comercial y de tiendas, siendo también una zona de bares de copas. En la calle Pizarro se encuentra la Casa Grande (Sede del Centro de Artes Visuales Helga de Alvear). Por la calle Pizarro se llega a una zona formada por dos plazas, la plaza de la Soledad y la plaza de Santa Clara, también conocidas como el Altozano de la Soledad y el Potro de Santa Clara, dominadas cada una de ellas por la ermita de la Soledad y el convento de Santa Clara. Si se desciende por la calle Torremochada es posible ver la Torre Mochada, de planta octogonal. Un poco más abajo, si se sigue descendiendo, se observa la ermita de la Consolación o de las Candelas y más abajo aún la ermita de San Ildefonso.
El descenso desde las zonas elevadas del casco antiguo finaliza en la plaza de San Francisco, donde se encuentra el puente de San Francisco, así como el Museo de Historia y Cultura Casa Pedrilla y la Casa Museo Guayasamín. Desde la plaza de San Francisco sale la ronda de San Francisco, donde se encuentra el monasterio de San Francisco el Real. En el cruce de la ronda de San Francisco con la avenida de la Hispanidad se sitúa la antigua puerta del cementerio del Espíritu Santo. Finalmente, se llega a la ermita del Espíritu Santo, que también forma parte del conjunto histórico de la ciudad.